# Campionato africano maschile di pallamano
Il Campionato africano maschile di pallamano è la principale competizione africana di pallamano maschile e si svolge ogni due anni. È valido anche come torneo di qualificazione per i Giochi olimpici e per il campionato mondiale.

## Albo d'oro
| Anno | Ospitante            | Finale primo posto | Finale primo posto | Finale primo posto | Finale terzo posto | Finale terzo posto | Finale terzo posto |
| Anno | Ospitante            | Vincitore          | Risultato          | 2º posto           | 3º posto           | Risultato          | 4º posto           |
| ---- | -------------------- | ------------------ | ------------------ | ------------------ | ------------------ | ------------------ | ------------------ |
| 1974 | Tunisia              | Tunisia            |                    | Camerun            | Senegal            |                    | Togo               |
| 1976 | Algeria              | Tunisia            |                    | Algeria            | Camerun            |                    | Togo               |
| 1979 | Repubblica del Congo | Tunisia            | 21 – 17            | Egitto             | Algeria            | 26 – 24            | Congo-Brazzaville  |
| 1981 | Tunisia              | Algeria            | 30 – 25            | Costa d'Avorio     | Tunisia            |                    | Egitto             |
| 1983 | Egitto               | Algeria            | 25 – 24            | Congo-Brazzaville  | Tunisia            |                    | Egitto             |
| 1985 | Angola               | Algeria            | 23 – 17            | Tunisia            | Congo-Brazzaville  |                    | Egitto             |
| 1987 | Marocco              | Algeria            | 22 – 16            | Egitto             | Tunisia            |                    | Congo-Brazzaville  |
| 1989 | Algeria              | Algeria            | 18 – 17            | Egitto             | Tunisia            |                    | Congo-Brazzaville  |
| 1991 | Egitto               | Egitto             |                    | Algeria            | Tunisia            |                    | Marocco            |
| 1992 | Costa d'Avorio       | Egitto             | 26–24              | Tunisia            | Algeria            | 28–16              | Zaire              |
| 1994 | Tunisia              | Tunisia            | 18–16 (dts)        | Algeria            | Egitto             |                    | Marocco            |
| 1996 | Benin                | Algeria            | 21 – 19 (dts)      | Tunisia            | Egitto             | 28 – 21            | Marocco            |
| 1998 | Sudafrica            | Tunisia            | 22 – 17            | Algeria            | Egitto             | 35 – 26            | Nigeria            |
| 2000 | Algeria              | Egitto             | girone finale      | Algeria            | Tunisia            | girone finale      | Marocco            |
| 2002 | Marocco              | Tunisia            | 25 – 19            | Algeria            | Egitto             | 34 – 25            | Marocco            |
| 2004 | Egitto               | Egitto             | 31 – 28            | Tunisia            | Angola             | 31 – 30            | Algeria            |
| 2006 | Tunisia              | Tunisia            | 26 – 21            | Egitto             | Marocco            | 26 – 25            | Angola             |
| 2008 | Angola               | Egitto             | 27 – 25            | Tunisia            | Algeria            | 23 – 20            | Angola             |
| 2010 | Egitto               | Tunisia            | 24 – 21            | Egitto             | Algeria            | 30 – 22            | RD del Congo       |
| 2012 | Marocco              | Tunisia            | 23 – 20            | Algeria            | Egitto             | 29 – 15            | Marocco            |
| 2014 | Algeria              | Algeria            | 25 – 21            | Tunisia            | Egitto             | 31 – 24            | Angola             |
| 2016 | Egitto               | Egitto             | 21 – 19            | Tunisia            | Angola             | 25 – 19            | Algeria            |
| 2018 | Gabon                | Tunisia            | 26 – 24            | Egitto             | Angola             | 29 – 26            | Marocco            |
| 2020 | Tunisia              | Egitto             | 27 – 23            | Tunisia            | Algeria            | 32 – 27            | Angola             |
| 2022 | Egitto               | Egitto             | 37 – 25            | Capo Verde         | Marocco            | 28 – 24            | Tunisia            |
| 2024 | Egitto               | Egitto             | 29 – 21            | Algeria            | Tunisia            | 35-28              | Capo Verde         |
| 2026 | Ruanda               |                    |                    |                    |                    |                    |                    |

## Medagliere
| Pos. | Paese          | Oro | Argento | Bronzo | Totale |
| ---- | -------------- | --- | ------- | ------ | ------ |
| 1    | Tunisia        | 10  | 8       | 8      | 26     |
| 2    | Egitto         | 9   | 6       | 6      | 21     |
| 3    | Algeria        | 7   | 8       | 5      | 20     |
| 4    | Camerun        | 0   | 1       | 1      | 2      |
| 4    | Rep. del Congo | 0   | 1       | 1      | 2      |
| 6    | Capo Verde     | 0   | 1       | 0      | 1      |
| 6    | Costa d'Avorio | 0   | 1       | 0      | 1      |
| 8    | Angola         | 0   | 0       | 3      | 3      |
| 9    | Marocco        | 0   | 0       | 2      | 2      |
| 10   | Senegal        | 0   | 0       | 1      | 1      |